# The Cit
The Cit es un dúo musical originario de Guayaquil, Ecuador. Está conformado por Ren Kai y Christian Llaguno (Chris Ovid). Se especializan en pop, electrónica, electropop, pop experimental, entre otros.

## Historia
Tras culminar sus estudios de producción musical en Estados Unidos, Christian Llaguno se une a Ren Kai para conformar The Cit, con Ren Kai encargado de la voz de la agrupación, mientras que Llaguno funge como productor y responsable de los sonidos del dúo. A lo largo de 2018 gozaron de mayor promoción tras algunas presentaciones en Guayaquil y Samborondón, una de ellas fue en el DD Festival que se realizó en Biblos y congregó a más de 3000 personas.

## Trabajos discográficos
Al momento, The Cit no cuenta con álbumes lanzados al mercado ya que están en la modalidad de sencillos. Han presentado siete con exitosa aceptación por parte de la audiencia.

### Sencillos
2018:
- 'When You're Gone' - publicado el 8 de mayo de 2018.[4]
- 'Find Real Love' - publicado el 6 de julio de 2018[5]
- 'I Feel Strong' - publicado el 9 de octubre de 2018[6]
- 'Alright' - publicado el 16 de noviembre de 2018

2019:
- 'Tell Me' (en colaboración con La Siembra) - publicado el 24 de enero de 2019[7]
- 'Several Lives' - publicado el 21 de febrero de 2019.
- 'Quieres volver' - publicado el 31 de marzo de 2019

2020:
- 'Home' - publicado el 17 de enero de 2020